# Spodnji Dolič
Spodnji Dolič – wieś w Słowenii, w gminie Vitanje. W 2018 roku liczyła 182 mieszkańców.